# Kochjacke

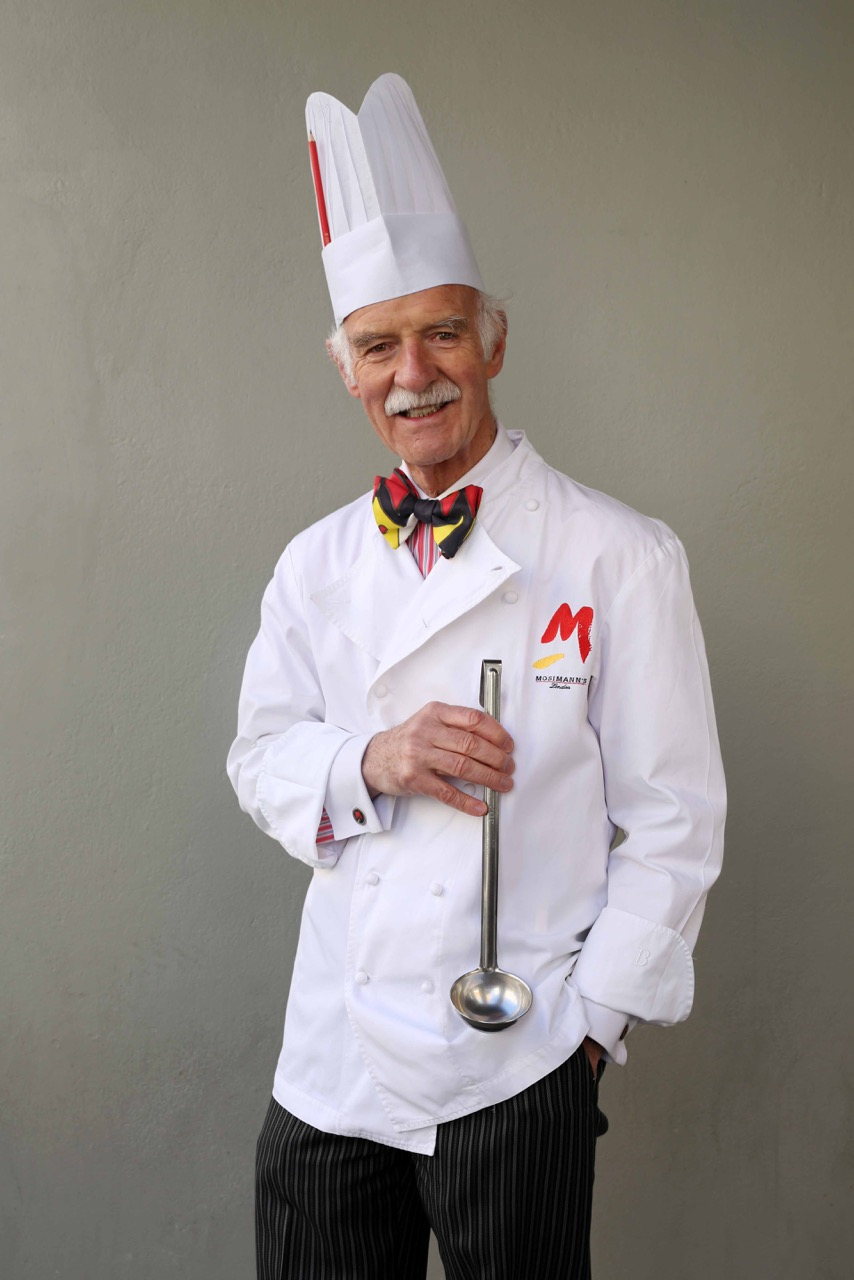
Klassische Kochjacke mit doppelreihiger Knopfleiste

Eine Kochjacke ist eine jackenartige Berufskleidung aus robustem Stoff, die als Schutz und aus hygienischen Gründen bei der Arbeit in Küchen und Backstuben getragen wird. Die klassische Ausführung hat zwei parallel verlaufende Knopfleisten mit sogenannten Kochknöpfen.
Die Kochjacke besteht aus robusten, hitzebeständigen und strapazierfähigen Materialien wie Baumwolle oder Mischgewebe. Schon um 1837 nutzten Köche für ihre Jacken, wahrscheinlich angenehm tragbare, schwer entflammbare und saugfähige Fasern. Vorher trugen sie Kleidung aus Naturfasern wie Flachs oder Leinen, oft ohne besonderen Schnitt. Klassisch ist die Kochjacke weiß, dies geht zurück auf den französischen Koch Marie-Antoine Carême, der in seinem veröffentlichten Buch Le Maître d'hôtel français erstmals Köche abbildete. Diese trugen weißen Jacken, da weiße Textilien zu der Zeit günstiger waren.
Umgangssprachlich nennt man die Küchenbrigade die weiße Brigade, aufgrund der weißen Arbeitskleidung. Ein klassisches Merkmal ist die doppelte Knopfleiste. Sie hat einen praktischen Nutzen: Sollte die Jacke im Laufe des Tages schmutzig werden, kann sie einfach auf der anderen Seite zugeknöpft werden, sodass der Koch weiterhin einen sauberen Eindruck macht. Die Kochjacken sind meist so geschnitten, dass sie eine gute Luftzirkulation ermöglichen, da die Arbeit in der Küche oft mit Hitze verbunden ist. Viele Modelle haben Belüftungslöcher unter den Armen oder bestehen aus atmungsaktiven Stoffen, um das Schwitzen zu reduzieren. Kochjacken gibt es sowohl in langärmliger als auch in kurzärmliger Form. Die langen Ärmel bieten zusätzlichen Schutz vor heißen Flüssigkeiten, während kurze Ärmel meist in Backstuben verwendet werden.
Inzwischen werden Kochjacken mit doppelter Knopfleiste seltener getragen. Oftmals werden sie mit Druckknöpfen oder Reißverschlüssen geschlossen. Moderne Varianten werden immer seltener aus Baumwolle hergestellt, häufig werden Mischgewebe verwendet. Für einen moderneren Auftritt gibt es Kochjacken auch in anderen Farben und Designs, die klassischen weißen Jacken sind jedoch nach wie vor weit verbreitet.